# 同大镇
同大镇，是中华人民共和国安徽省合肥市庐江县下辖的一个乡镇级行政单位。

## 行政区划
同大镇下辖以下地区：
二龙村、魏荡村、红埂村、东湾村、西湾村、新河村、刘墩村、临圣村、北闸村、灵台村、马河村、紫荆村、南闸村、永安村、古圩村、永兴村、连河村、薛家圩村、新渡村、施丰村和常丰村。